# Elektroaktive Polymere
Elektroaktive Polymere (EAP) sind Polymere, die durch das Anlegen einer elektrischen Spannung ihre Form ändern. Anwendung finden diese Materialien als Aktoren oder Sensoren. Aufgrund der Ähnlichkeit ihrer Funktionsweise zu der natürlicher Muskeln, werden sie oft auch „künstliche Muskeln“ genannt.
Es wird im Allgemeinen zwischen ionischen EAP und elektronischen EAP unterschieden.
Bei ionischen EAP beruht der Wirkungsmechanismus auf Massentransport (Diffusion) von Ionen. Untergruppen solcher EAP sind leitfähige Polymere, ionische Metall-Polymer-Komposite und ionische Gele.
Die Wirkungsweise elektronischer EAP beruht hingegen auf elektronischem Ladungstransport. Zu dieser Gruppe werden elektrostriktive und ferroelektrische Polymere gezählt sowie Dielektrische Elastomere.
Vorteile von EAP im Vergleich zu anderen Aktormaterialien, wie z. B. piezoelektrische Keramiken, sind die hohen Dehnungen, die erreicht werden können (bis 380 %), sowie die geringe Dichte der Polymere und die freie Formbarkeit.
Eine mögliche Anwendung ist eine adaptive Gebäudeverschattung, welche durch ein im Glaszwischenraum befindliches elektroaktives Polymer erreicht wird.

## Geschichte
Die erste wissenschaftliche Arbeit zu EAP wurde 1880 von Wilhelm Conrad Röntgen veröffentlicht. Er führte ein Experiment mit einem Kautschukband durch, das er auf einer Seite aufhängte und mit Gewichten ausdehnte. Nach einer elektrischen Aufladung beobachtete er eine Längenzunahme von mehreren Prozent, die durch Entladen des Kautschuks rückgängig gemacht werden konnte.
Der praktische Einsatz für diese Technik ist vielfältig. Einem im Juni 2014 veröffentlichten Patentantrag zufolge plant Apple eine einstellbare optische Blende aus elektroaktiven Polymeren für die Hauptkamera seines iPhones.